# 金枫酒业
上海金枫酒业股份有限公司簡稱金枫酒业，是中華人民共和國上海市一家黃酒企業，是光明食品集團子公司。金枫酒业旗下拥有石库门、和、金色年华、金枫、侬好等黄酒品牌。

## 历史
金枫酒业前身为上海枫泾酒厂，创建于1939年。1993年兼并上海淀山湖酒厂组建上海金枫酿酒公司。1982年推出金枫品牌。1997年购并上海金山酒厂和枫泾酒厂一分厂，同年推出和酒品牌。2000年，其母公司上海糖业烟酒集团有限公司将上海金枫酿酒公司注入上海市第一食品商店股份有限公司，成为上海市第一食品商店股份有限公司的全资子公司，企业同時更名为上海金枫酿酒有限公司。2001年推出石库门品牌。2008年，上海市第一食品股份有限公司通过资产置换重组為上海金枫酒业股份有限公司。金枫酒业旗下有上海石库门酿酒有限公司、上海华光酿酒药业有限公司两家全资子公司。

## 外部連結
- 官方网站